# Bernardino Corio
Pour les articles homonymes, voir Corio (homonymie).
Bernardino Corio (Milan, 8 mars 1459 - Milan, 1519) est un historien et humaniste italien.

## Biographie
Bernardino Corio naquit à Milan, d’une famille patricienne, en 1459. Le duc Galéas Marie Sforza et plusieurs autres grands seigneurs assistèrent à son baptême, et furent ses parrains, suivant l’usage où l’on était alors, en cette ville, d’en admettre plusieurs. Le père de Bernardin jouissait de l’estime et de l’amitié du prince, qui la fit partager à son fils. Les talents et les mœurs de ce jeune homme le rendirent bientôt cher à tout le monde. Il avait une disposition étonnante à l’art oratoire, et le droit, tant canonique que civil, qu’il étudia avec le plus grand soin, le rendit très utile au duc Ludovic Sforza, surnommé le More, qui s’empara du gouvernement peu après la mort de Galéas. Corio était si vanté pour son érudition, que Ludovic le chargea d’écrire en italien l’histoire de sa patrie, tandis que, par ses ordres, Tristano Calco, fils de son ministre et premier secrétaire, en faisait une en latin. Il favorisa même, d’une manière toute spéciale, Corio dans l’entreprise de ce travail ; car il lui constitua pour cet objet un revenu particulier, et lui fit ouvrir toutes les bibliothèques et toutes les archives de ses états. On montre encore, dans l’Archivio di Stato di Milano, la lettre patente par laquelle Ludovic Sforza invita les évêques, abbés, moines, etc., des contrées de la Valteline et de tous les pays sur le lac de Côme, à laisser Corio maître de fouiller dans leurs dépôts de manuscrits, et même d'en emporter à Milan ce qui lui conviendrait pour s’en servir à loisir. Dans ce diplôme, il est qualifié par le duc, familiarem nostrum, et l’on croit qu’il remplissait auprès de lui la charge de chambellan ; mais, comme cet acte est du 1er octobre 1497, il est évident que ce ne fut pas à vingt-cinq ans, comme l’a dit Argelati, mais à trente-huit ans, qu’il eut la commission d’écrire l’histoire de Milan. On lui reproche d’avoir adopté beaucoup de fables des anciennes chroniques en ce qui concerne les premiers temps de cette ville ; mais on convient de son exactitude pour les faits qui s’y passèrent depuis la conquête de Milan par Marcellus. Il fait un assez bon emploi des monuments et des titres, et en général il est aussi véridique que le pouvait être un historien choisi et payé par Louis-le-More, écrivant presque sous ses yeux. Corio est le premier Italien qui ait écrit l’histoire en langue vulgaire ; son style, quoiqu’il soit loué par Vossius et Simmler, est dur, incorrect, et rempli de latinismes, selon l’usage de ce temps-là. Le roi de France, Louis XII, s’étant emparé du duché de Milan, et ayant fait conduire en son royaume le prince Ludovic, comme prisonnier, en 1500, Corio fit imprimer son histoire à ses frais, selon Paul Jove, et il y dépensa une partie de sa fortune qui était considérable. Cet ouvrage, auquel il joignit ses Vitæ Cæsarum, fut imprimé à Milan, sous la domination du gouverneur que Louis XII y avait établi, et néanmoins Corio dédia cette édition au cardinal Ascanio Sforza, frère de Ludovic, en l’appelant son unique seigneur. Paul Jove et Vossius ont dit qu’il était mort de chagrin, à cause des malheurs arrivés à Ludovic ; mais il vécut encore dix-neuf ans après la catastrophe de ce prince. Paul Jove lui-même convient, ainsi que Johannes Trithemius, que Bernardino Corio mourut sexagénaire, en 1519. Dans l’intervalle, et notamment en 1513, époque où Maximilien Sforza, l’un des fils de Ludovic, se trouvait replacé par les Suisses sur le trône de son père, il avait été l’un des décurions de la ville. Parmi les vers qui furent faits à sa louange, lors de sa mort, on remarque ce distique :

« Bernardine tibi insubres debere fatentur
Non minus ac magno Roma superba Tito. »

Il est cité par Patrick Boucheron dans son cours au Collège de France du 26 janvier 2020.

## Œuvres
- Bernardini Corii viri clarissimi Mediolanensis Historia, Milan, 1503, in-fol. Ce titre lui ayant paru trop court, il le changea, dans la même édition, en cet autre plus conforme au goût du temps : Dello excellentissimo oratore messer Bernardino Corio Milanese Historia, continente de la origine di Milano tutti li gesti, fatti, detti preclari, e le cose memorande Milanesi infino al tempo di esso autore con somma fede in idioma italico composta, sans indication de pays, ni table : on y ajouta, dans la suite, un Repertorio chronico, qui manque dans plusieurs exemplaires. Cette édition est belle et rare ; on la recherche beaucoup plus que les trois autres qui parurent ensuite in-4°, savoir : deux à Venise, en 1554, et 1565. Cette dernière est fort infidèle, parce que l’éditeur (Tommaso Porcacchi) en réformant entièrement le langage, a retranché des passages importants et curieux : la quatrième parut à Padoue, 1646, in-4°.
- Vitæ Cæsarum continenter descriptæ a Julio ad Federicum Ænobarbum. Ces Vies, écrites en italien, malgré ce titre latin, sont jointes aux premières éditions de l’ouvrage précédent.
- Utile dialogo amoroso, poème, probablement en vers latins, car il était terminé par ce vers : « Ore Venus, Pallas manibus, Diana pudore. » Il s’est perdu ; on ne le connaît que par la mention qu’en a faite Filippo Picinelli.

Il existait en un gros volume manuscrit, qu’on croyait autographe, entre les mains de Jean-Ange de Custodibus vers le milieu du XVIIIe siècle, un quatrième ouvrage de Bernardino Corio intitulé : Bernardi Corii, Marci filii, de Viris illustribus libri II.

## Publications
- L'historia di Milano volgarmente scritta dall'eccellentissimo oratore M. Bernardino Corio con vn breue sommario di Thomaso Porcacchi per aggiunta delle cose successe fino a questi tempi di nuouo tutta riformata con le postille in margine ; & con la tavola, In Venetia, Presso Giorgio de' Cavalli, 1565 (lire en ligne), p. 1-1126
- Le Vite degl'imperatori, incominciando de Givlio Cesare fino a Federico Barbarossa, In Venetia, Presso Giorgio de' Cavalli, 1565 (lire en ligne), p. 1127-1262